# Lena Maurer
Magdalena „Lena“ Maurer, geb. Amann (* 9. April 1904 in München; † 25. Dezember 1990 in Mannheim) war eine deutsche Politikerin (SPD) und von 1949 bis 1952 Mitglied im Landtag von Württemberg-Baden und anschließend von 1952 bis 1968 Mitglied im Landtag von Baden-Württemberg.

## Leben und Beruf
Magdalena Maurer war eine Tochter des Heidelberger Gewerkschaftssekretärs und Bürgermeisters Josef Amann. Nach der Volksschule in Mannheim war sie Sprechstundenhilfe bei einem Zahnarzt. 1921 besuchte sie eine private Handelsschule und war anschließend als Kontoristin tätig. Von 1930 bis 1933 war sie Abteilungsleiterin bei einem Heidelberger Verlag und darüber hinaus von 1931 bis 1933 stellvertretende Vorsitzende der AWO in Heidelberg. Mit der Machtübernahme der Nationalsozialisten verlor sie als 1933 ihre Arbeit und leitete nun ein Lebensmittelgeschäft in Mannheim, bis sie 1937 den Oberverwaltungsinspektor Daniel Maurer heiratete. Er brachte zwei Kinder mit in die Ehe und sie wurde Hausfrau. Nach dem Zweiten Weltkrieg, während dessen sie zu einem Maschinenbauunternehmen und dem Mannheimer Schlachthof dienstverpflichtet wurde, war sie Vorsitzende der Heidelberger AWO und arbeitete später beim Wohnungs- und Arbeitsamt in Mannheim. Von zuhause aus betrieb sie mit Unterstützung ihres Ehemanns eine Art inoffizielles Wohnungsamt und vermittelte Wohnungen. Für ihr soziales Engagement in der Nachkriegszeit wurde sie von den Bürgern des Stadtteils Schönau mit dem Beinamen „Engel von Schönau“ geehrt. 

## Politik
Maurer trat bereits während der Zeit der Weimarer Republik in die SAJ ein und war von 1921 bis 1928 Vorsitzende in Heidelberg. 1924 schloss sie sich der SPD an und war von 1946 bis 1977 Vorstandsmitglied der Mannheimer Sozialdemokraten. Von 1948 bis 1951 sowie von 1968 bis 1980 war sie Ratsmitglied der Stadt Mannheim. Sie war vom 30. August 1949, als sie für den verstorbenen Abgeordneten Gustav Zimmermann nachrückte, bis 1952 Mitglied des Landtages von Württemberg-Baden. 1952/53 war sie Mitglied der Verfassunggebenden Landesversammlung und im Anschluss bis 1968 ohne Unterbrechung Mitglied des baden-württembergischen Landtages. Hier arbeitete sie in zahlreichen Ausschüssen wie zum Beispiel im Wirtschafts-, im Sozial- und im Landwirtschaftsausschuss. Zudem war Maurer Mitglied im Präsidium des Landtags und wurde zur ersten Vorsitzenden des Petitionsausschusses berufen. In diesem setzte sie sich mit dem Beschwerden und Anträgen der Bürgerinnen und Bürger auseinander.

## Ehrungen
- Großes Bundesverdienstkreuz 1967
- Verdienstmedaille des Landes Baden-Württemberg 1979
- Ehrenring der Stadt Mannheim 1980
- Lena-Maurer-Platz in Mannheim 1992[2]